# Ha’penny híd
A Ha’penny híd (teljes egészében magyarra fordítva „Félpennys híd”, angolul Ha’penny Bridge vagy Halfpenny Bridge) egyike Dublin jelképeinek. 1816-ban épült a Liffey folyón. Eredetileg Wellington hídnak hívták, majd Liffey hídra nevezték át ez a hivatalos neve ma is. A félpennys csak egy ragadvány név a rajta 1919-ig szedett fél penny átkelési díjról, illetve a híd egyedi, íves formája is hozzájárulhatott e név elterjedéséhez és népszerűségéhez. Kizárólag gyalogos hídként szolgál.
Eredetileg öntöttvasból készült, amely az elmúlt századok során jelentősen korrodálódott, s ez elkerülhetetlenné tette a vasszerkezet felújítását. 2001-ben lezárták, majd 2003-ban megújítva adták át a forgalomnak. A munkálatok során igyekeztek a híd lehető legtöbb eredeti elemét megmenteni.
A városban további kettő kizárólag gyalogos forgalomra szolgáló híd található: a Millennium híd (2000), illetve a Seán O’Casey híd (2005).